# Озерна (Сафакулевський округ)
Озе́рна (рос. Озёрная) — присілок у складі Сафакулевського округу Курганської області, Росія.
Населення — 139 осіб (2010, 235 у 2002).
Національний склад станом на 2002 рік:
- башкири — 72 %